# Маркович Петро Костянтинович
Петро Костянтинович Маркович — український художник і скульптор зі США.
Живе і працює поблизу Сієтла, штат Вашингтон, США. Почав свою творчу кар'єру в часи руху шістдесятників. Тяжіє до «неформального мистецтва», абстракції, напівреалістичних деталей, фантастичних образів. У творчих колах його називають «Львівський Пікассо».